# Баруэри
Баруэри (порт. Barueri) — город и муниципалитет в Бразилии, входит в штат Сан-Паулу. Составная часть мезорегиона Агломерация Сан-Паулу. Находится в составе крупной городской агломерации Агломерация Сан-Паулу. Входит в экономико-статистический микрорегион Озаску. Население составляет 252 748 человек на 2007 год. Занимает площадь 64,167 км². Плотность населения — 3.938,9 чел./км².
Праздник города — 26 марта.

## История
Город основан в 1949 году.

## Статистика
- Валовой внутренний продукт на 2005 составляет 22.430.474.530,00 реалов (данные: Бразильский институт географии и статистики).
- Валовой внутренний продукт на душу населения на 2005 составляет 87.337,92 реалов (данные: Бразильский институт географии и статистики).
- Индекс развития человеческого потенциала на 2000 составляет 0,826 (данные: Программа развития ООН).

## География
Климат местности: горный тропический. В соответствии с классификацией Кёппена, климат относится к категории Cwa.

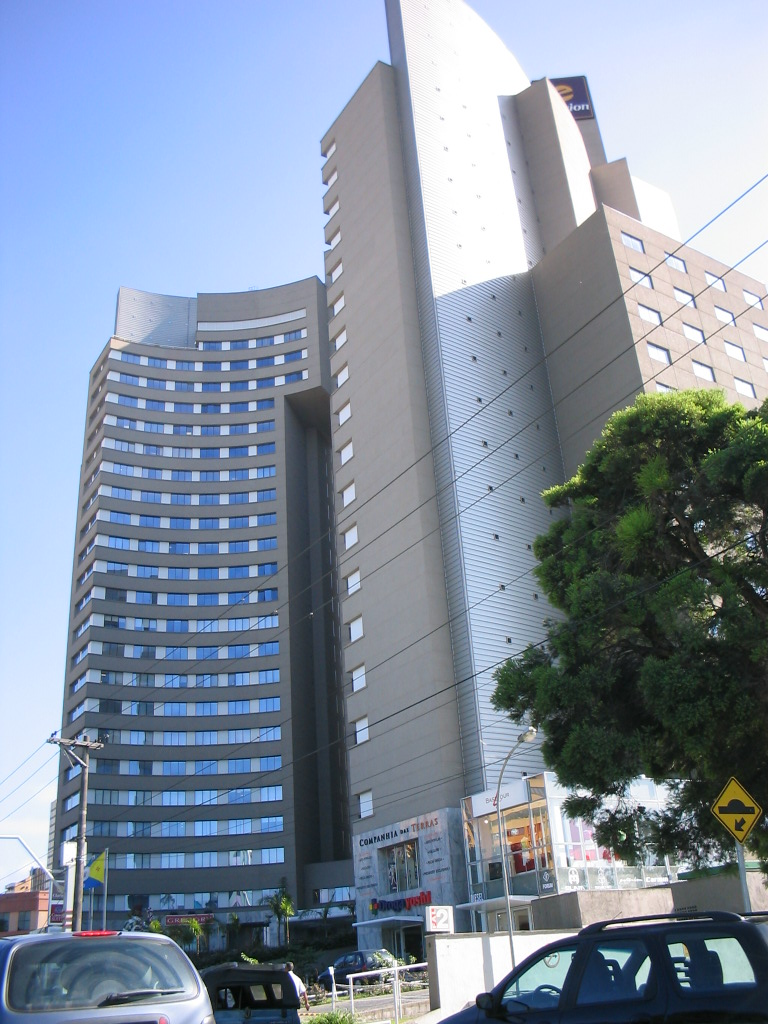